# Вула
Ву́ла (греч. Βούλα) — город в Греции, южный пригород Афин. Расположен на Афинской равнине на высоте 5 метров над уровнем моря на побережье залива Сароникос в 16 километрах к югу от центра Афины, площади Омониас, и в 20 километрах к юго-западу от международного аэропорта «Элефтериос Венизелос» у подножия Имитоса. Административный центр общины (дима) Вари-Вула-Вулиагмени в периферийной единице Восточной Аттике в периферии Аттике. Население 28 364 жителя по переписи 2011 года. Площадь 8,787 квадратного километра.
Граничит с Вари, Вулиагмени и Глифадой.

## История
Район обитаем в конце неолита (ок. 3000 года до н. э.) и в микенский период. В Древних Афинах существовал дем Галы Эксонидские (Ἁλαί Αἰξωνίδες), к которому относился также Вулиагмени. Название указывает на существование в деме соляных разработок (αλυκή). Галами назывались два дема в Аттике. Вторым являются Галы Арафенидские (Ἁλαί Ἀραφηνίδες, ныне Рафина). Уточнение получил от соседнего дема Эксона (ныне Глифада). По административной реформе Клисфена Галы Эксонидские относились к Кекроповой филе.
В 2000-е годы при раскопках близ проспекта Варис-Коропиу (Βάρης Κορωπίου) обнаружен комплекс зданий классического периода (V—IV века до н. э.), который считается агорой Гал Эксонидских. Комплекс площадью 1500 квадратных метров состоит из 12 комнат, святилища и колодца. Найдены бронзовые монеты, бронзовые весы, свинцовые слитки и судейные дощечки. К северо-западу и юго-востоку от агоры найдены жилые кварталы. Некрополь находился в Пигадакии (Πηγαδάκια). Главным храмом было святилище Аполлона Зостера в Вулиагмени. Акрополь находился на холме Кастраки (Καστράκι).
Современный город возник в 1920-х годах. До 1929 года относился к сообществу Коропион. В 1929—1935 годах относился к сообществу Вари. В 1935 году стал самостоятельным сообществом. В 1982 году сообщество было признано общиной (димом).

## Транспорт
В Вуле находится станция афинского трамвая «Асклипиио-Вулас» (Ασκληπιείο Βούλας), с маршрутами до площади Синтагматос и Стадиона мира и дружбы.
Вулу пересекает приморский проспект Констандину-Караманли (Κωνσταντίνου Καραμανλή), переходящий в проспект Посидонос. Вулу пересекают проспекты Вулиагменис, часть национальной дороги ΕΟ91, Варис-Варкизис (Βάρης Βαρκιζης).

## Население
| Год  | Население, человек |
| ---- | ------------------ |
| 1940 | 1471               |
| 1951 | 2106               |
| 1961 | 3864               |
| 1971 | 5374               |
| 1981 | 10 539             |
| 1991 | 17 549             |
| 2001 | 25 647             |
| 2011 | ↗ 28 364           |